# Спроби колонізації з боку Польщі
У цій статті йдеться про причетність Польщі до придбання колоніальних територій за межами Європи. Ви також можете шукати: територіальні зміни Польщі чи полонізація.
Польща формально ніколи не мала жодних  колоніальних територій. За всю її історію були намагання придбати такі територій. Але до втілення цих задумів ніколи не доходило. Найближче Польща до придбання таких територій була опосередковано через спроби Герцогства Курландського і Семігалія, одного з вассалів Речі Посполитої. 

## Речі Посполитої

### Герцогство Курландія і Семігалія
На основі Вільнюської унії (28 листопада 1561 р.) Готхард Кеттлер, останній володар Лівонського ордену, створив Курландське і Семігалійське герцогство в Прибалтиці і став його першим герцогом. Це була васальна держава Великого князівства Литовського. Незабаром після Люблінської унії (1 липня 1569 р.) Велике князівство увійшло до складу Речі Посполитої. 
Деякі колоніальні території для Курландського і Семігалійського герцогства придбав його третій герцог та онук Герхарда Яків Кеттлер. У молодості та під час навчання за кордоном він надихався багатствами, які поверталися до різних західноєвропейських країн з їх колоній. Як результат, Кеттлер створив один з найбільших торгових флотів Європи, його основні пристані у Віндау (сьогодні Вентспілс) та Лібау (сьогодні Лієпая). Річ Посполита ніколи не переймалася колоніальними прагненнями Герцога Курландського, хоча в 1647 р. Кеттлер зустрічався з королем Владиславом IV Вазою і пропонував створити спільну торгову компанію, яка б діяла в Індії. Однак хворий король не зацікавився пропозицією, і Кеттлер вирішив діяти самостійно.

#### Нова Курляндія

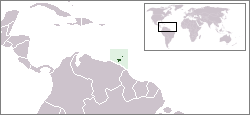
Тринідад і Тобаго на карті світу

Першою колонією, заснованою Яковом, була Нова Курляндія (Ной-Курланд) на Карибському острові Тобаго. Однак перші три спроби колонізувати острів (1637, 1639 та 1642 рр.) зазнали невдачі. Селище лише було засновано у 1654 р., але зрештою в 1659 р відійшло до конкуруючої голландської колонії, також заснованої на острові в 1654 році. Курландія повернула острів після Оливського договору 1660 року, але в 1666 році поселення знов занепало. Коротко спробували відновити там колонії знову в 1668 р. І в 1680 р. (це тривало до 1683 р.). Остаточна спроба 1686 р. Тривала до 1690 р.  

#### Гамбія
У 1651 році Курландія купила острів Джеймс (тоді європейці називали острів Сент-Ендрюс) у місцевого племені, заснувавши там Форт Джеймс і перейменувавши острів. Курландія також взяв інші місцеві землі, включаючи острів Св. Мері (сучасний Банджул) та форт Джилліфрі. Колонія експортувала цукор, тютюн, каву, бавовна, імбир, індіго, ром, какао, панцир черепахи, тропічних птахів та їх пір’я. Губернатори мали дуже хороші стосунки з місцевим населенням, але були в конфлікті з іншими європейськими державами, насамперед Данією, Швецією та Англією. Зрештою Англія заволоділа африканськими територіями Курляндії в 1661 році.  

### Токо
Заключна спроба Куршей створити колонію передбачала поселення біля сучасного Токо на Тринідаді, Малих Антильських островах.  
У 1882 році, майже через століття після поділу Польщі та втрати незалежності, польський шляхтич та офіцер російського імператорського флоту Стефан Шолц-Рогозінський організував експедицію до Камеруну. Офіційно це була дослідницька експедиція, але неофіційно експедиція шукала місця для створення польської колонії. Він не мав офіційної підтримки ні з боку Російської імперії, ні з боку її маріонеткового конгресу Польщі, але був підтриманий низкою впливових поляків, серед яких Болеслав Прус та Генрік Сенкевич. 13 грудня 1882 року, у супроводі Леопольда Яніковського та Клеменса Томчека, Рогозінський покинув французький порт Гавр, на борту корабля Lucja Małgorzata з французькими та польськими прапорами. Експедиція зазнала невдачі, і він повернувся до Європи, намагаючись зібрати більше грошей на свій проект. Нарешті, після другої експедиції, Рогозіньський опинився в Парижі, де і помер 1 грудня 1896 року. 

## Друга Польська Республіка
Польща здобула незалежність після Першої світової війни. Хоча колонізація ніколи не була головним напрямком Другої Польської республіки, деякі організації, такі як Морська та Колоніальна ліга, підтримували ідею створення польських колоній. Морська та Колоніальна ліга прослідковує свою організацію до організації «Польська Бандера», заснованої 1 жовтня 1918 року. Ліга підтримувала закупівлю земель польськими емігрантами в таких місцях, як Бразилія та Ліберія. Ліга стала дуже впливовою у формуванні політики уряду щодо морської торговлі Польщі, незважаючи на довгу і триваючу кампанію (публікації, виставки, виступи, лобіювання тощо) та громадську підтримку, однак ніколи не вдавалася виконувати свої плани. Крім того, у 1926 році у Варшаві було засновано колоніальне товариство (Towarzystwo Kolonizacyjne). Його завдання полягало в тому, щоб направити польських емігрантів до Південної Америки, і Товариство незабаром активізувалося там, переважно в бразильському штаті Еспіріто Санту.
Деякі історики, такі як Тадеуш Пйотровський, характеризують державну політику, що підтримує міжвоєнне польське поселення в сучасній Україні та Білорусі, як колонізацію (див. Осадник). Використовуючи високо теоретичну базу, один вчений стверджує, що проекти поселення Польщі, зокрема справа Ліберії, слід розглядати як переробку ідеології Нового Півдня, яка розглядала африканців як людей, які можуть застосовувати лише важку працю, таку як обробка землі, і припускати нижчий економічний рівень та політичні позиції, що приписують афроамериканцям на Новому Півдні. Аргумент стверджує, що такі проекти призвели б до того, щоб європейське життя було пріоритетнішим за життя африканців з економічними та расовими наслідками. На відміну від цього, кілька польських та польсько-американських істориків приписують меншу кількість расистських мотивів спробам Польщі в Африці та Латинській Америці. Вони вказують на те, що в основному економічні спроби Польщі придбати тропічні матеріали, недоступні в континентальній Європі, наповнились контрпродуктивним колоніальним дискурсом, який досі був популярним у всій Європі на той час. Польські проекти, менш політичні експансіоністські, ніж могли б здатися, виконували специфічні функції у зовнішній політиці Польщі не лише стосовно питання єврейської еміграції, а й польсько-німецьких відносин.
У міжвоєнний період для польської колонізації розглядались такі регіони: 
- Бразилія (регіон Парани): польська еміграція в цей регіон розпочалася ще до Першої світової війни, в 1930-х роках там проживало приблизно 150 000 поляків (18,3% місцевих жителів). Акція, що фінансується урядом, розпочалася там у 1933 році, після того як Морська та Колоніальна ліга разом з іншими організаціями викупила загалом 250 000 гектарів землі. Бразильський уряд, побоюючись, що поляки можуть планувати анексію частини Бразилії, відреагував дуже швидко, обмеживши діяльність польських організацій. Оскільки уряд у Варшаві не бажав втручатися, проект закінчився наприкінці 1930-х[1] (див. також: Польська меншина в Бразилії).
- Перу (поблизу річки Укаялі): У січні 1928 р. Польська експедиція направилася до району Укаялі, щоб перевірити можливості створення поселень для фермерів на декількох тисячах гектарів тропічних лісів. Незабаром після цього перші поселенці прибули до Перу, але через Велику кризу уряд у Варшаві припинив фінансувати акцію. Приватних пожертв було недостатньо, крім того, перші поселенці виявили, що місцевий стан набагато гірший за рекламований. У 1933 р. Контракт з перуанцями був розірваний, і, щоб уникнути міжнародного скандалу, усі поселенці повернулись до Польщі.[8]
- Ангола: 14 грудня 1928 року Морська і колоніальна ліга направила експедицію до Анголи, яка тоді була португальською колонією. У планах було спробувати привезти якомога більше польських іммігрантів, а потім спробувати придбати трохи землі у португальців. Однак через п'ять років один із перших піонерів в Анголі, Міхал Замойський, написав: «Особисто я б нікого не переконував жити в Анголі». Умови життя були важкими, прибуток був незначним, і від цієї ідеї відмовились.
- Ліберія: Уряди Ліберії та Польщі мали хороші стосунки через підтримку Польщею Ліберії в Лізі Націй. Восени 1932 року Ліга Націй розробила план, який передбачав перетворення Ліберії в протекторат, яким керував один із членів Ліги. План був результатом внутрішньої політики Ліберії, де рабство було широко поширеним. Оскільки ліберійці не розглядали Польщу як країну, яка мала колоніальні прагнення, наприкінці 1932 р. Неофіційний посланник уряду Ліберії доктор Лео Сажус прибув до Варшави просити про допомогу. У квітні 1933 р. Між Ліберією та Морською та Колоніальною лігою було підписано угоду. Африканці погодились здавати в оренду польським фермерам мінімум 60 гектарів землі на термін 50 років. Польському бізнесу присвоєно статус країни з найбільшим сприянням, а Варшаві було дозволено заснувати товариство з експлуатації природних ресурсів Ліберії. Уряд Ліберії запросив поселенців з Польщі в 1934 році. Всього ліберійці надали польським поселенцям 50 плантацій загальною площею 3 035 га. У другій половині 1934 р. до Ліберії виїхали шість польських фермерів: Гіжицький, Шабловський, Брудзінський, Хмелевський, Янушевич та Армін. Проект не був повністю підтриманий польським урядом, а скоріше Морською лігою; лише кілька десятків поляків прийняли цю пропозицію (через прохання Ліберії про те, що поселенці повинні принести значний капітал), і їхні підприємства виявились здебільшого збитковими. Оригінал угоди втрачено, але, за деякими даними, існував секретний протокол, який дозволяв Польщі призвати 100 000 африканських солдатів. Залучення Польщі до Ліберії різко виступило проти Сполучених Штатів Америки, творця нації Ліберія. Внаслідок американського тиску в 1938 р. польське Міністерство закордонних справ закрило офіс Морської та Колоніальної ліги в Монровії.[6]
- Мозамбік: плани колонізації Мозамбіку були прив'язані до бізнес-інвестицій деяким польським підприємством наприкінці 1930-х років і ніколи не прогресували далі звичайних іноземних інвестицій (придбання сільськогосподарських земель та шахт).
- Мадагаскар: черговий план придбання французькою колонією Мадагаскар польським урядом обговорювався в 1926 році, але ця ідея була визнана нездійсненною.[9] Ідея була переглянута в 30-х роках минулого століття, коли було запропоновано заохотити польських євреїв, які, як вважали, домінують у польських професіях, емігрувати. Одного разу міністр закордонних справ Польщі Юзеф Бек прямо запропонував використовувати Мадагаскар як «смітник» для «надлишкового» єврейського населення Польщі.[10] Польський уряд запропонував Лізі Націй концепцію єврейської еміграції на Мадагаскар у 1936 р. і направив делегацію для оцінки острова в 1937 р. Франція, прагнучи зміцнити свої зв’язки з Польщею та стримувати польсько-німецьке співробітництво, брала участь у заході якого входив французький чиновник Марсель Муте. Варшава направила спеціальну делегацію на Мадагаскар під командуванням майора польської армії Мечислава Лепецького. План по-різному описується як зниклий незабаром після експедиції 1937 року[11] або як припинений вторгненням Німеччини до Польщі у вересні 1939 року.[12]

- Танганьїка та Камерун: Різні польські автори, не підтримані урядом, висловлювали зацікавленість у цьому регіоні на тій підставі, що їх частково відкрив Стефан Шольц-Рогозінський і що Європа має загальний борг перед Польщею за польсько-радянську війну.[13]
- Палестина також розглядалася як місце призначення польських євреїв. Полковник Йозеф Бек, тодішній міністр закордонних справ, підтримав цю концепцію.

- Морська Воля
- Гарен (Німеччина)
- Вплив західноєвропейського колоніалізму та колонізації